# 藤堂新二
藤堂 新二（とうどう しんじ、1955年3月1日 -）は、日本の俳優。本名、望月 賢一（もちづき けんいち）。旧芸名、香山 浩介（かやま こうすけ）。
神奈川県横浜市出身。関東学院大学文学部卒業。株式会社A4所属。

## 来歴・人物
小学生の頃から人前で歌ったりすることが好きで、学生時代には仲間と音楽グループを組んで文化祭などで活動もしていた。そして芸能活動に興味があり、週刊TVガイドに掲載されていた東京宝映テレビの募集広告に応募し合格。モデル事務所のセントラルファッションにも合格していたが役者の道に進む。東京宝映テレビの舞台公演やテレビのエキストラなどを経験。
東京宝映テレビ付属俳優養成所を卒業後、特撮テレビドラマ『スパイダーマン』（1978年、東京12チャンネル）で本格的にデビュー。それ以前にゲスト出演した『透明ドリちゃん』は『スパイダーマン』の出演テストも兼ねていたとされる。『スパイダーマン』出演に際してプロデューサーの吉川進から名前を変えるように言われ、東京宝映テレビ社長の香山新二郎の苗字の"香山"と名誉会長の稲垣浩から"浩"の名を貰い、「香山 浩介」の芸名を名乗る。のちに東映特撮作品では、1980年の『電子戦隊デンジマン』（テレビ朝日）のヘドラー将軍、1987年の『超人機メタルダー』（同）の桐原剛造（帝王ゴッドネロス）と2度にわたり敵役を演じた。藤堂はヒーローを演じて1年程度で悪役を演じることに抵抗があったが、監督の竹本弘一から「悪にも美学がある」とアドバイスされ気持ちの整理がついたという。
1981年、『鞍馬天狗』（TBS）出演時に、中山和記から芸名の変更を要求され、「いつまでも『スパイダーマン』がつきまとうのはマズい。新しいイメージを打ち出そう」という会社の意向で自らが演じる藤堂平助の"藤堂"と当時の所属事務所の社長であった香山新二郎の"新二"の名をもらい、「藤堂 新二」に改名。1987年には東海テレビ系『愛伝説』で根本りつ子の相手役で主演を務めた。その後も大河ドラマや時代劇、2時間ドラマなどに多数出演するほか、舞台出演も多い。
趣味は、水泳。特技は、剣道（二段）、ギター。既婚で娘が2人いる。

## 出演

### テレビドラマ
- 太陽にほえろ!（NTV）
  - 第242話「すれ違った女」（1977年） - 南郷鉄鋼取引先 ※望月賢一名義
  - 第246話「赤ちゃん」（1977年） - 警官 ※望月賢一名義
  - 第645話「ラガーの華麗なプレー」（1985年） - 小田良三
- スーパー戦隊シリーズ（ANB）
  - ジャッカー電撃隊 第13話「青いキークイズ!! 密室殺人の謎・なぞ」（1977年） - 岩崎竜一
  - バトルフィーバーJ 第39話「悪魔になった友」（1979年） - 関根助教授
  - 電子戦隊デンジマン（1980年 - 1981年） - ヘドラー将軍
- 透明ドリちゃん 第16話「二人の泥んこ大将」（1978年、ANB） - 太一の兄
- スパイダーマン（1978年 - 1979年、12ch） - 主演・スパイダーマン / 山城拓也 役[注 2]
- 大都会 PARTIII（1979年、NTV）
  - 第31話「マイナス18度の恐怖」 - 大津ユウスケ
  - 第46話「反逆の殺し屋」 - 砂塚
- メガロマン 第15話「角ミサイル! 炎の超人を撃て」（1979年、CX） - マキ
- 探偵物語 第8話「暴走儀式」（1979年、NTV） - カズオ
- ドラマ人間模様（NHK）
  - 夢千代日記（1981年） - 室川辰夫
  - 針生三郎シリーズ ロックシンガーは闇に沈む（1985年）
- 鞍馬天狗（1981年、TBS） - 藤堂平助
- 大河ドラマ（NHK）
  - おんな太閤記（1981年） - 浅野幸長
  - 峠の群像（1982年） - 鉄五郎
  - 徳川家康（1983年） - 武田勝頼
  - いのち（1986年） - 花田健作
  - 翔ぶが如く 第二部（1990年） - 山城屋和助
  - 炎立つ（1993年） - 大藤内業近
  - 元禄繚乱（1999年） - 藤堂高久
- 火曜サスペンス劇場（NTV）
  - バックミラーの中の女（1982年）
  - 松本清張作家活動40年記念スペシャル・ゼロの焦点（1991年） - 本多良雄
  - 女弁護士・高林鮎子 第15作「飛騨高山の女」（1994年） - 有賀正則
  - 検事霧島三郎
    - 第2作（1995年） - 尾形
    - 第7作（1999年） - 佐伯良作

  - 監察医・室生亜季子 第24作「死因に異議あり」（1998年） - 塩田医師
- メタルヒーローシリーズ（ANB）
  - 宇宙刑事ギャバン 第17話「走る時限爆弾! 白バイに乗った暗殺者」（1982年） - 大条寺豪 / ヒョウダブラー
  - 超人機メタルダー（1987年 - 1988年） - 桐原剛造
- ザ・サスペンス / 闇の呼ぶ声（1983年、TBS）
- 東芝日曜劇場（TBS）
  - ねえちゃんの夏（1983年） - 上坂
  - おんいのち（1985年）
  - 花のこころ（1985年） - 吉原の男衆
  - 春のゆきだるま（1986年） - 佐藤和彦
  - トレード（1988年）
  - 現代お見合い事情（1988年）
- 人間が好きドラマシリーズ / 姉妹（1983年、TBS）
- また逢う日（1983年、THK）
- 時代劇スペシャル（CX）
  - 仕掛人・藤枝梅安 梅安乱れ雲（1983年） - 田島一之助
  - 人見おんな物語 鳥影の関（1984年） - 天野民部
- 宮本武蔵（1984年 - 1985年、NHK） - 吉岡清十郎
- 必殺シリーズ（ABC）
  - 必殺仕事人V 第18話「花屋の政 ワル仕事人と闘う」（1985年） - 音吉
  - 必殺仕事人V・激闘編 第33話「主水、ウラ技で勝負する」（1986年） - 小堺兵馬
- 影の軍団IV 第16話「女忍者、最後の涙」（1985年、KTV） - 井上正之
- スーパーポリス 第2話「ギャー! 大列車ギャング出現!」（1985年、TBS） - 五十嵐（SHOJI）（ロック歌手）
- 長七郎江戸日記 第79話「心はひとつ義兄弟」（1985年、NTV） - 同心 小谷大介
- 土曜ワイド劇場（ANB→EX）
  - 赤いドレスの女（1985年）
  - 左ききの女の華麗な殺意（1986年）
  - 考古学者シリーズ 第5作「未亡人殺し」（1986年）
  - 殺意の終着駅（1987年）
  - 美しい女相続人のさけび（1987年）
  - 密室の死重奏（1987年） - 参条壮児 役
  - 雨の倉敷トリック殺人紀行（1989年）
  - 豪華ヨット初恋ツアー殺人事件（1990年） - 山野浩 役
  - 棟居刑事シリーズ 第2作「棟居刑事の復讐 死んだはずの容疑者!?」（1996年） - 加古川克次（刑事）
  - 牟田刑事官事件ファイル 第28作「横浜〜南紀勝浦連続殺人!」（2000年） - 藤本強
  - 鉄道捜査官 第7作「大井川SL急行、密室展望車の殺意!」（2006年） - 小野田康夫
  - 西村京太郎トラベルミステリー 第51作「上野駅13番線ホーム つり合わない乗車券を買う死体!」（2009年） - 相沢昇
  - 100の資格を持つ女〜ふたりのバツイチ殺人捜査〜 第6作（2012年、ABC） - 柳沢幸彦
  - 私は代行屋! 晴子の事件推理 第1作（2012年、ABC） - 倉田和成
  - デパート仕掛け人!天王寺珠美の殺人推理（ABC）
    - 第5作（2012年） - 寺島警部
    - 第6作（2013年） - 北上警部
    - 第8作（2015年） - 日野刑事

  - 新・棟居刑事シリーズ 第8作「棟居刑事の黒い祭」（2015年） - 坊条警部
- 忠臣蔵（1985年、NTV） - 大石瀬左衛門
- 暴れん坊将軍II（ANB）
  - 第90話「吉宗失脚!?初春一番の大江戸裁き!」（1985年・スペシャル） - 泉谷源之進
  - 第137話「輝け! 初春の忍び恋」（1986年） - 賀川精四郎
- 木曜ドラマストリート（1986年、CX）
  - 一日だけの殺し屋
  - 陽のあたる坂道 -  田代雄吉
- 水曜ドラマスペシャル / 誘惑されて（1986年、TBS）
- 誇りの報酬 第29話「白バイを撃て!」（1986年、NTV） - 白バイ隊員・中屋
- 愛伝説（1987年、THK） - 主演・黒川章
- 木曜ゴールデンドラマ / ふたりはひとりII（1987年、YTV）
- 気ままな女シリーズ / 美人母娘三人・ああ華麗なる結婚サギ（1987年、ANB）
- 女性作家サスペンス / 人生の定年（1988年、KTV）
- ドラマ23（TBS）
  - 愛と復讐の海（1988年） - 秋川良一
  - 愛人マンションII（1988年） - 北川
- 君の瞳をタイホする! 第9話「技有り! 思わず愛の四方固め」（1988年、CX）
- 火曜スーパーワイド（ANB）
  - 万歳! 奇蹟の赤ちゃん出産 看護婦青春物語（1988年）
  - 林真理子の危険な女ともだち（1989年）
- 男と女のミステリー / カナリヤの唄殺人事件（1989年、CX）
- 水戸黄門（TBS）
  - 第19部 第9話「野望を砕く薪能 -鶴岡-」（1989年） - 真木新之介
  - 第20部 第28話「孤剣に秘めた悲願 -松江-」（1991年） - 田沢新八郎
  - 第25部 第12話「夢を咲かせた大谷焼 -鳴門-」（1997年） - 桑島伊十郎
  - 第26部 第1話「伊賀への旅立ち -伊賀上野-」（1998年） - 重佐
  - 第27部 第11話「嘘を承知でお銀の花嫁 -八戸-」（1999年） - 稲城憲四郎
  - 第28部 第27話「格さんの恋! -福山-」（2000年） - 黒川武太夫
  - 第29部 第9話「老公の運命を握った女 -熊野-」（2001年） - 岩城兵庫
  - 第30部 第11話「やんちゃ坊主の大冒険 -敦賀-」（2002年） - 金田主膳
  - 第31部 第22話「陰謀渦巻く福岡城 -下関・博多-」（2003年） - 島田儀兵衛
  - 第33部 第22話「大対決! 八百八町は日本晴れ」（2004年） - 脇坂大蔵
  - 第34部 第5話「格さん不覚消えた印籠 -石巻-」（2005年） - 立岡左京之介
  - 第35部 第9話「老公狙った百年の恨み -長崎-」（2005年） - 市川新兵衛
  - 第37部 第18話「真夏の恋の物語 -尾花沢-」（2007年） - 鳥飼藤造
  - 第38部 第3話「昼行灯とあっぱれ女房 -石見-」（2008年） - 山崎喜平
  - 第39部 第1話SP「青空、恋空、江戸の空、いざ旅立ち!」（2008年） - 黒沼十兵衛　
  - 第40部 第13話「男を変えた女の純情 -出雲崎-」（2009年） - 木暮兵左衛門
  - 第41部 第11話「夢にまで見たお母さん -大坂-」（2010年） - 池田哲次郎
  - 第43部 第14話「母ちゃん探して伊勢参り -伊勢-」（2011年） - 岩井右近
- 月曜・女のサスペンス（TX）
  - 妖女狂演（1989年）
  - 鳥羽・海になく女（1990年） - 白井岳夫
- 水曜グランドロマン / 長女の恋（1989年、NTV）
- 月影兵庫あばれ旅 第1シリーズ 第3話「蔭で糸引く奴の顔」（1989年、TX） - 小野田平太夫
- 刑事貴族 第9話「その時、哀しみの時が過ぎた」（1990年、NTV） - 安田（麻薬取締官）
- 大江戸捜査網 平成版 第1シリーズ 第21話「血塗られた友情」（1991年、TX）- 永井新吾 ※橋爪淳版
- 金曜日の食卓（1991年、NHK）
- 戦国最後の勝利者! 徳川家康（1992年、ANB） - 榊原康政
- 裏刑事-URADEKA- 第9話「イタリア発・殺人拳銃のルートを暴け!」（1992年、ANB） - 石橋秀樹
- 真夏の刑事 第8話「デートの罠!? アリバイに使われた娘」（1992年、ANB）
- 親愛なる者へ（1992年、CX） - 大隈明敏
- 愛の祭（1992年・東海テレビ制作、フジテレビ系）- 水島浩介
- 日本名作ドラマ / 永井荷風 踊子（1993年、TX） - 田村
- 荒木又右衛門 決闘鍵屋の辻 安藤治右衛門（1993年、NTV）
- 花王 愛の劇場 / いつの日かその胸に（1994年、TBS）
- 姫将軍大あばれ 第8話「情けの離縁状」（1995年、TX）
- ドラマ新銀河 / 家族注意報!（1996年、NHK）
- はるちゃん 第37話、第38話（1996年、THK） - 藤井治
- 金曜エンタテイメント（CX）
  - お局探偵亜木子&みどりの旅情事件帳
    - 第1作（1997年） - 牧田刑事
    - 第6作（2003年） - 東山一哉

  - 浅見光彦シリーズ 第5作「別府・姫島殺人事件」（1997年） - 属優貴雄
- 南町奉行事件帖 怒れ!求馬 第3話「歌麿美人画の謎」（1997年、TBS） - 柴誠十郎
- 御家人斬九郎 第4シリーズ 第8話「ねらわれた女」（1999年、CX） - 土岐仙之助
- 心中津軽十三湖（1999年、CBC）
- 女と愛とミステリー / 南紀・伊豆Sの逆転（2002年、TX） - 杉下知之
- 金曜時代劇 茂七の事件簿 新ふしぎ草紙 第1話「かまいたち」（2002年、NHK） - 井手官兵衛
- 八丁堀の七人7 第2話「消えた七人!? 妖艶な女将が仕掛けた罠!!」（2006年、EX） - 守谷辰三郎
- 逃亡者 おりん 第4話「哀紡ぐ女の里」（2006年、TX） - 早瀬源之助
- 家に五女あり（2007年、TBS） - 小田切直哉
- 相棒
  - Season6 第8話「正義の翼」（2007年、EX） - 大内貴明（大内機械工業社長）
  - Season17 第7話「うさぎとかめ」（2018年、EX） - 堂本幸次郎
- 水曜ミステリー9（TX）
  - 西村京太郎サスペンス トラベルライター佑子 特急あずさ号の悲劇（2008年） - 浅井博
  - 松本清張特別企画・聞かなかった場所（2011年） - 市川洋介
  - 奥多摩駐在刑事 第3作（2015年） - 辻本直孝
- エゴイスト 〜egoist〜（2009年、THK） - 善場好一郎
- 柳生武芸帳（2010年、TX） - 狭川新九郎
- 戦国疾風伝 二人の軍師 秀吉に天下を獲らせた男たち（2011年、TX） - 柴田勝家
- ハンチョウ〜神南署安積班〜 シリーズ4 〜正義の代償〜 第5話「ボクが殺した…13歳の告白! その時母は…」（2011年、TBS） - 牧野正彦
- 金曜プレステージ / 十津川刑事の肖像→十津川捜査班（CX）
  - 第4作「第二の標的」（2011年） - 三沢徹
  - 第9作「十津川警部『故郷』」（2014年） - 水谷精一郎
- 月曜ゴールデン（TBS）
  - 警視庁心理捜査官・明日香 第2作（2012年） - 野々山慎吾
  - 税務調査官・窓際太郎の事件簿 第29作（2015年） - 柿田清二（京都府議会議員）

### 映画
- スパイダーマン（1978年、東映） - 主演・スパイダーマン / 山城拓也[注 2]
- 電子戦隊デンジマン（1980年、東映） - ヘドラー将軍
- 刑事物語2 りんごの詩（1983年、東宝）
- 泥棒貴族 ボディハンター（1996年、レジェンド・ピクチャーズ）
- 制服サバイガール（2008年、アートポート）
- グランドシネマ 日本橋（2014年、松竹） - 笠原信八郎

### オリジナルビデオ
- ZAP! 運が良けりゃの話じゃん!（1991年、ケイエスエス）
- コロッケの不思議体験ゾーン 世にも怪奇な物語 霊界編（1991年、レッドウェイブ）
- 宇宙刑事シャリバン NEXT GENERATION（2014年、東映ビデオ） - ニコラス・ゴードン長官
- 宇宙刑事シャイダー NEXT GENERATION（2014年、東映ビデオ） - ニコラス・ゴードン長官 / 神官ポー

### 舞台
- 鹿鳴館物語（1984年）
- 黒蜥蜴（1986年、松竹）
- 櫻姫（1988年、帝国劇場）
- カルメン（1989年、東宝） - スニガ 役
- 風の盆恋歌（1990年、新橋演舞場）
- 雪の華 -忠臣蔵いのちの刻-（1990年、帝国劇場）
- エリザベス（1993年・1995年・2000年、銀座セゾン劇場）
- 海神別荘（1994年、銀座セゾン劇場）
- スカーレット（1996年、東宝） - チャールズ 役
- 女人哀詞（1996年、シアター・ドラマシティ）
- 草原の恋歌 -若き日のジンギスカン-（1997年、明治座） - ムカリ 役
- サウンド・オブ・ミュージック（1998年、東宝） - ツェラー 役
- ローマの休日（1998年・1999年・2000年、東宝） - ローマ大使 役
- みだれ髪（1999年、帝国劇場） - 有島武郎
- 坊ちゃん奉行（1999年、中日劇場）
- 風と共に去りぬ（2001年、東宝） - フランク・ケネディ 役
- 椿姫（2002年、新橋演舞場） - ヴァルヴィル 役
- ふるあめりかに袖はぬらさじ（2003年・2012年、松竹） - 岡田 役
- 奥様の冒険 －私バカよねー（2003年、梅田コマ劇場） - 岡 役
- マイ・フェア・レディ（2004年、東宝） - ゾルタン・カーパシー 役
- 大石内蔵助（2004年、明治座） - 武林唯七 役
- 新撰組余聞 花かんざし（2005年、明治座） - 土方歳三 役
- 水戸黄門（2007年・2008年、明治座） - 藤井紋太夫 役
- 幸せの行方 お鳥見女房（2009年、明治座） - 矢島伴之助 役
- 日本橋（2012年、松竹） - 笠原信八郎 役
- 鬼吉喧嘩状（2018年、御園座）

### CM
- ネスレ日本
- 日産自動車

### ゲーム
- スーパーヒーロー作戦（1999年1月28日、バンプレスト） - 桐原剛造 役